# تيد أوبراين
تيد أوبراين (بالإنجليزية: Ted O'Brien)‏ هو سياسي أمريكي، ولد في 1956. حزبياً، نشط في الحزب الديمقراطي. وقد انتخب عضو مجلس ولاية نيويورك.

## وصلات خارجية
- الموقع الرسمي